# Homohadena infixa
Homohadena infixa är en fjärilsart som beskrevs av Walker 1856. Homohadena infixa ingår i släktet Homohadena och familjen nattflyn. Inga underarter finns listade i Catalogue of Life.